# أرجمون كثير الأزهار
أرجمون كثير الأزهار (الاسم العلمي:Argemone polyanthemos) هو نوع من النباتات يتبع جنس الأرجمون من الفصيلة الخشخاشية.